# أولتان (بارس أباد)
أولتان هي قرية في مقاطعة بارس أباد، إيران. عدد سكان هذه القرية هو 3,610 في سنة 2006.